# Prisap
Prisap je naseljeno mjesto u gradu Livnu, Federacija Bosne i Hercegovine, BiH.

## Stanovništvo

### 1991.
Nacionalni sastav stanovništva 1991. godine, bio je sljedeći:
ukupno: 361
- Hrvati - 347
- ostali, neopredijeljeni i nepoznato - 14

### 2013.
Nacionalni sastav stanovništva 2013. godine, bio je sljedeći:
ukupno: 352
- Hrvati - 349
- ostali, neopredijeljeni i nepoznato - 3